# 覚盛
覚盛（かくじょう、建久5年（1194年）- 建長元年5月19日（1249年7月1日））は、鎌倉時代中期の律宗の僧。大和国の出身。号は学律房・窮情房。諡号は大悲菩薩（だいひぼさつ）。唐招提寺中興の祖。

## 略歴
興福寺で出家し、常喜院に住して戒律を学んだ。嘉禎2年（1236年）、叡尊・円晴（えんせい）・有厳（うごん）らとともに東大寺で自誓受戒して戒律を復興した。四条天皇をはじめ皇族や公卿に菩薩戒を授けた。寛元2年（1244年）、唐招提寺に入寺して律学の復興に尽力し、戒律復興の祖とも鑑真の再来などとも称された。建長元年（1249年）、唐招提寺にて56歳で入滅。弟子に良遍・証玄・円照などがいる。
元徳2年（1330年）8月9日、後醍醐天皇から「大悲菩薩」の諡号を贈られた（『僧官補任』）。なお、仏教美術研究者の内田啓一は、この諡号は後醍醐の腹心で真言律宗出身の真言宗の僧である文観房弘真からの推挙によるものではないか、と推測している。この前々年と前年には、真言律宗の忍性と信空がそれぞれ諡号を贈られており、さらに当時の唐招提寺中興9世長老である覚恵は、文観から付法を受けた（真言宗上の弟子となった）こともあるからである。
覚盛の命日である5月19日には毎年、唐招提寺で「中興忌梵網会」という法要が開かれ、その遺徳を偲んで舎利殿からうちわが撒かれる。